# Affeltrangen
Affeltrangen (in einheimischer Mundart: Afeltrange [(fo) ˈafl̩traŋə]) ist eine Ortschaft und eine politische Gemeinde im Schweizer Kanton Thurgau. Die seit 1995 bestehende politische Gemeinde liegt im Bezirk Weinfelden und deckt sich räumlich mit der Ende 1994 aufgehobenen Munizipalgemeinde Affeltrangen, welche die ehemaligen Ortsgemeinden Affeltrangen, Buch bei Märwil, Märwil und Zezikon umfasste. Neben den vier Dörfern gehören einige Weiler (wie z. B. Kaltenbrunnen) und Einzelhöfe zur Gemeinde.

## Geographie
Die Gemeinde liegt im oberen Lauchetal an der Einmündung des Hartenauer Bachs. Die ehemalige Ortsgemeinde Affeltrangen umschloss das Kirchdorf Affeltrangen mit Bollsteg, Isenegg, Kreuzegg, Nägelishub und Rüti.

## Geschichte

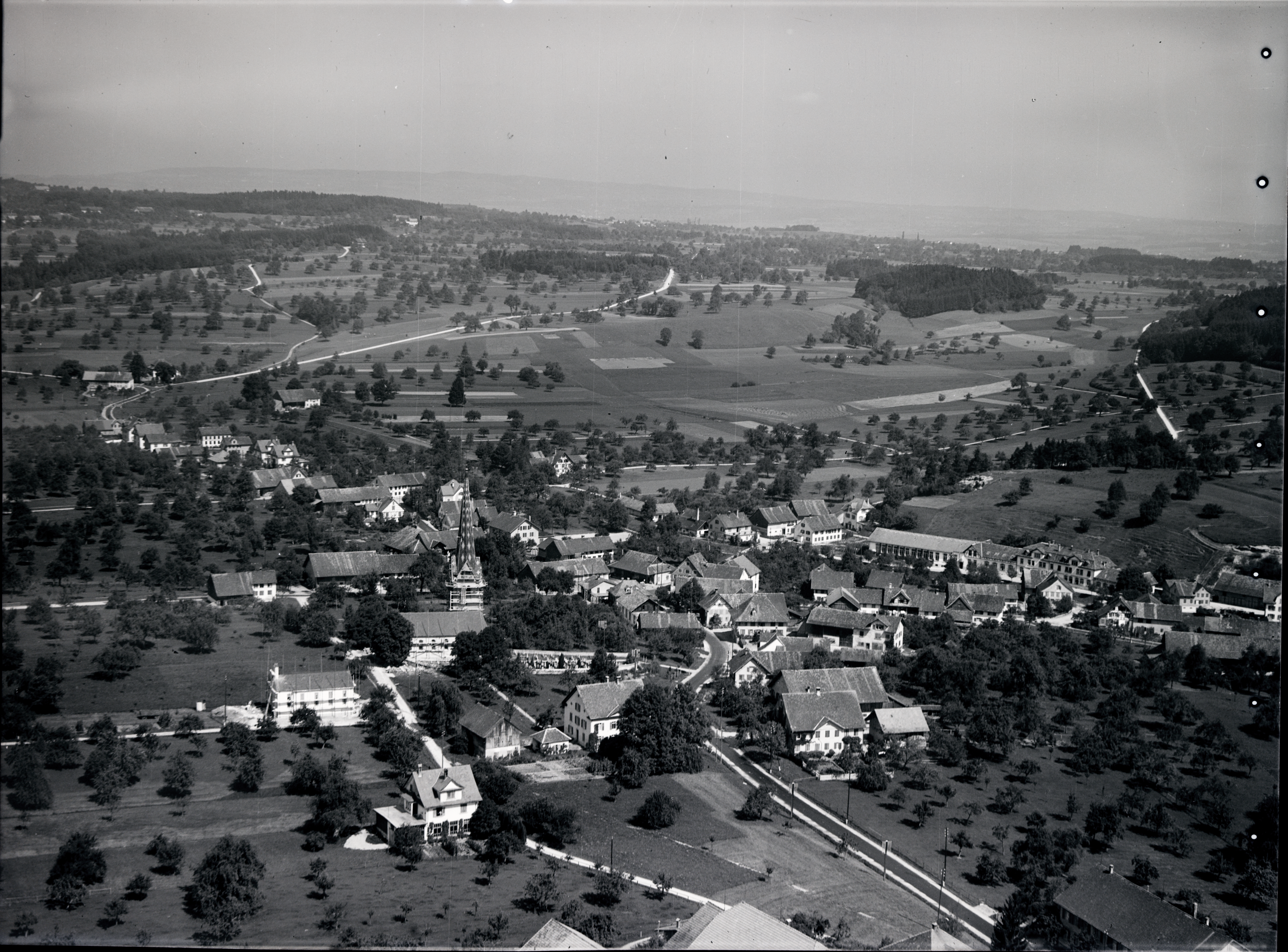
Affeltrangen in einer Luftaufnahme von Walter Mittelholzer aus dem Jahr 1934

779 wurde Affeltrangen erstmals erwähnt: Ein gewisser Immo schenkte dem Kloster St. Gallen Ländereien in villa que dicitur Affaltrawangas. Der Ortsname ist aus althochdeutsch affoltra ‹Apfelbaum› und wang ‹Feld, Au, Wiese, Hang› zusammengesetzt und bedeutet damit wörtlich ‹bei den Apfelbaumwiesen›.
Mit einer weiteren Schenkung durch Graf Isenbart im Jahre 798 erwarb das Kloster auch die Gerichtsherrschaft über Affeltrangen.
Direkt und über die Toggenburger sowie deren Dienstleute gelangte der Grundbesitz ab 1228 sukzessive an die Komturei Tobel, zu deren Gerichtsherrschaft Affeltrangen von ca. 1280 bis 1798 ganz gehörte. Eine Offnung von 1467 regelte das dörfliche Leben.
Von der Mutterpfarrei der Kirche St. Johann Baptist und Evangelist lösten sich schon früh Lommis, Märwil und Tobel. 1275/1286 schenkten die Toggenburger den Kirchensatz der Komturei, die ihn bis 1807 innehatte. 1529 wurde die Reformation eingeführt. Die Katholiken waren ab 1569 faktisch nach Tobel, die Tobler Reformierten nach Affeltrangen pfarrgenössig, ohne dass der katholische Anspruch auf die Kirche – in der ab 1664 wieder Messe gelesen wurde – aufgegeben worden wäre. Erst 1934 erfolgten der Bau einer katholischen Kapelle von Tobel und die Aufhebung des paritätischen Verhältnisses.
Bis ca. 1860 herrschte Getreidebau in drei Zelgen vor, dann ging man zu Feldgrasbau über. 1870 entstand eine Käserei. Der Weinbau ging um 1900 ab. Von 1870 bis 1914 war die Heimstickerei verbreitet. 1898/1899 bis 1973/1974 bestanden zwei Stickerei- und spätere Trikotwarenfabriken. Seit 1961 produziert eine Fabrik für Drucklufttechnik. Die 1911 eröffnete Mittelthurgaubahn brachte keinen wirtschaftlichen Aufschwung. Eine rege Bautätigkeit setzte um 1960 ein. 1990 waren 56 % Weg- und 45 % Zupendler.
→ siehe auch Abschnitte Geschichte in den Artikeln Buch bei Märwil, Märwil und Zezikon

## Wappen
Blasonierung: In Schwarz drei gelbe Äpfel.
Redendes Wappen, das auf den Dorfnamen Bezug nimmt. Die Farben erinnern an die Abtei St. Gallen und an die Grafen von Toggenburg.

## Bevölkerung
| Hier fehlt eine Grafik, die leoder im Moment aus technischen Gründen nicht angezeigt werden kann. Wir arbeiten daran! |

|                     | 1850 | 1900 | 1910 | 1941 | 1950 | 1970 | 1990 | 2000 | 2010 | 2018 | 2023 |
| ------------------- | ---- | ---- | ---- | ---- | ---- | ---- | ---- | ---- | ---- | ---- | ---- |
| Politische Gemeinde |      |      |      |      |      |      |      | 2135 | 2325 | 2546 | 2824 |
| Munizipalgemeinde   | 1505 | 1133 | 1240 | 1241 | 1484 | 1614 | 1834 |      |      |      |      |
| Ortsgemeinde        | 437  | 406  | 518  | 467  |      | 671  | 773  |      |      |      |      |

Von den insgesamt 2824 Einwohnern der Gemeinde Affeltrangen am 31. Dezember 2023 waren 523 bzw. 18,5 % ausländische Staatsbürger. 973 (34,5 %) waren evangelisch-reformiert und 778 (27,5 %) römisch-katholisch. Die Ortschaft Affeltrangen zählte zu diesem Zeitpunkt 1098 Bewohner.

## Wirtschaft
Im Jahr 2016 bot Affeltrangen 1004 Personen Arbeit (umgerechnet auf Vollzeitstellen). Davon waren 11,2 % in der Land- und Forstwirtschaft, 58,6 % in Industrie, Gewerbe und Bau sowie 30,2 % im Dienstleistungssektor tätig.

## Sehenswürdigkeiten
Sehenswert ist die evangelische Kirche. Das Schiff und der Turm stammen zum Teil aus dem 13. und 14., der Chor aus dem 15. Jahrhundert. 1882 und 1934 erfolgten umfassende Umbauten.
Oberhalb von Zezikon befindet sich das Schloss Wildern.

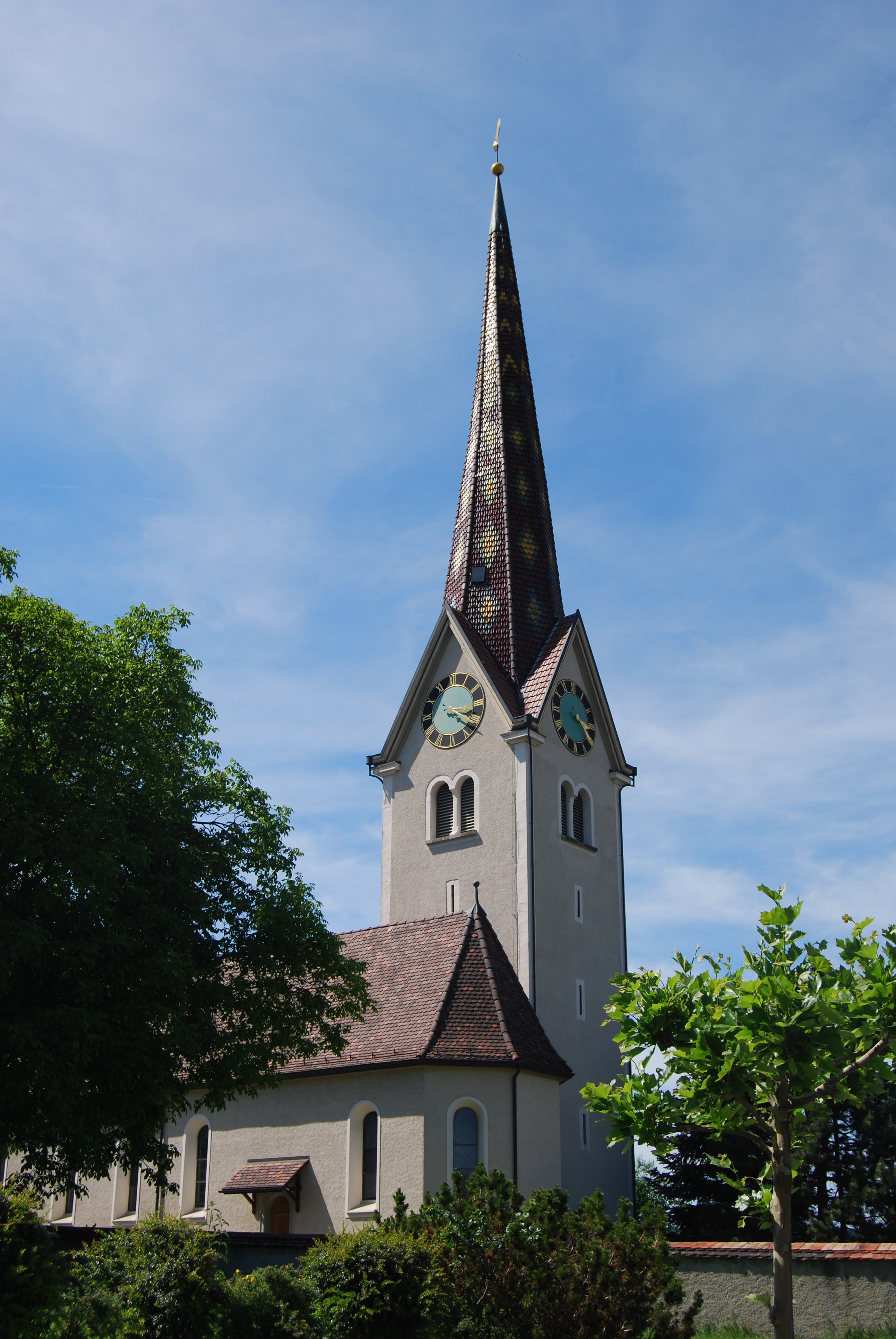
Reformierte Kirche
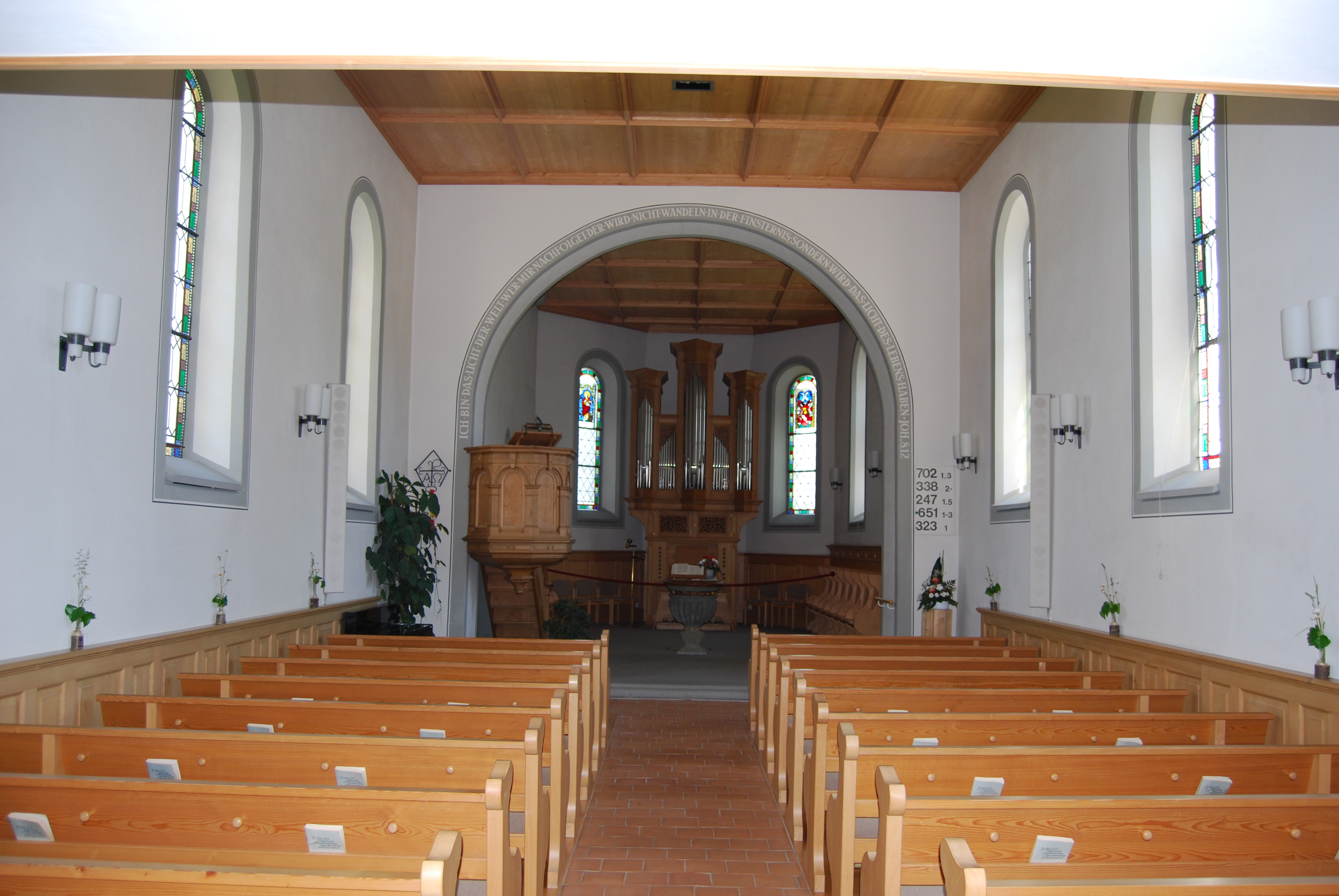
Reformierte Kirche, Innenansicht
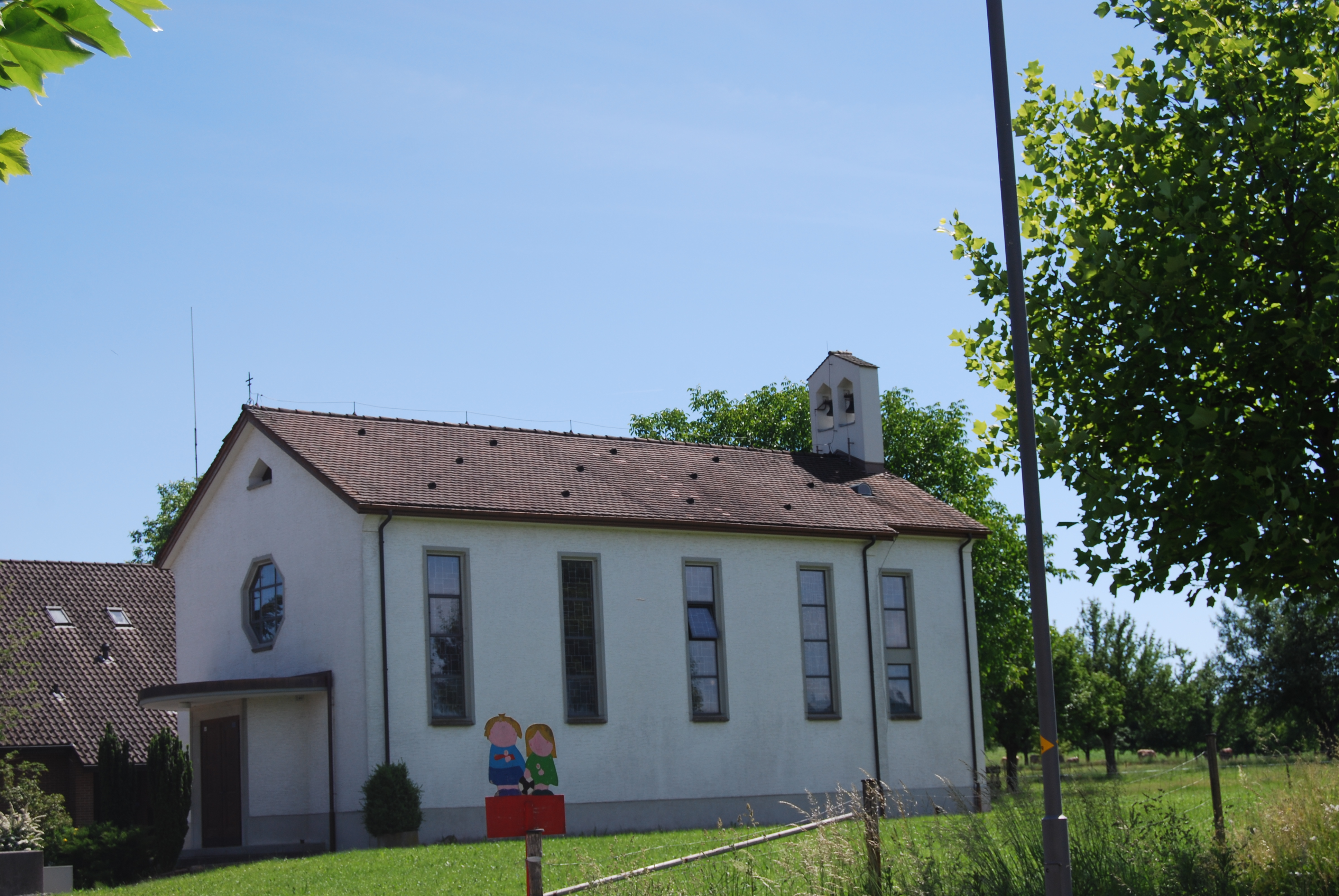
Katholische Kapelle
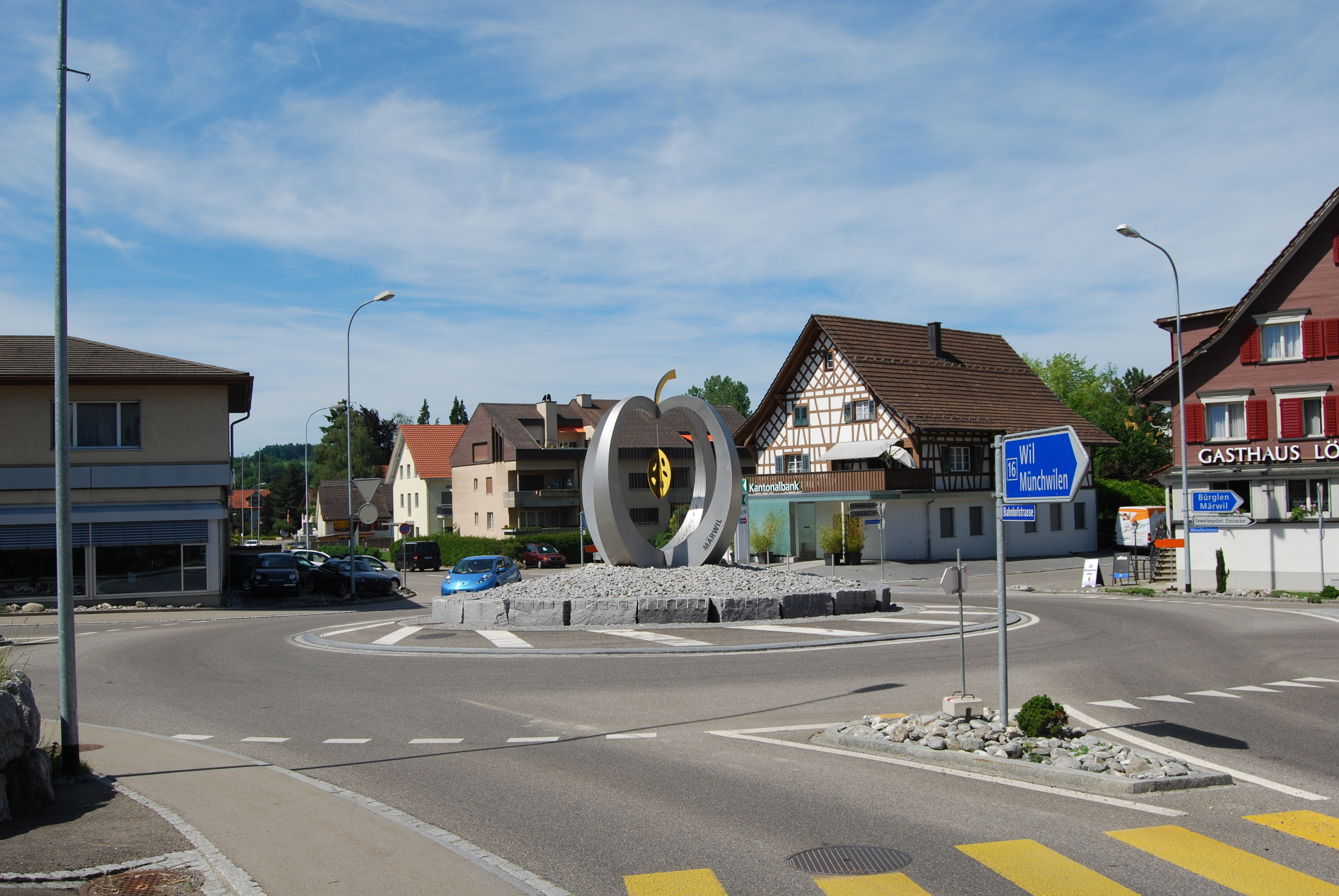
Verkehrskreisel im Dorfzentrum
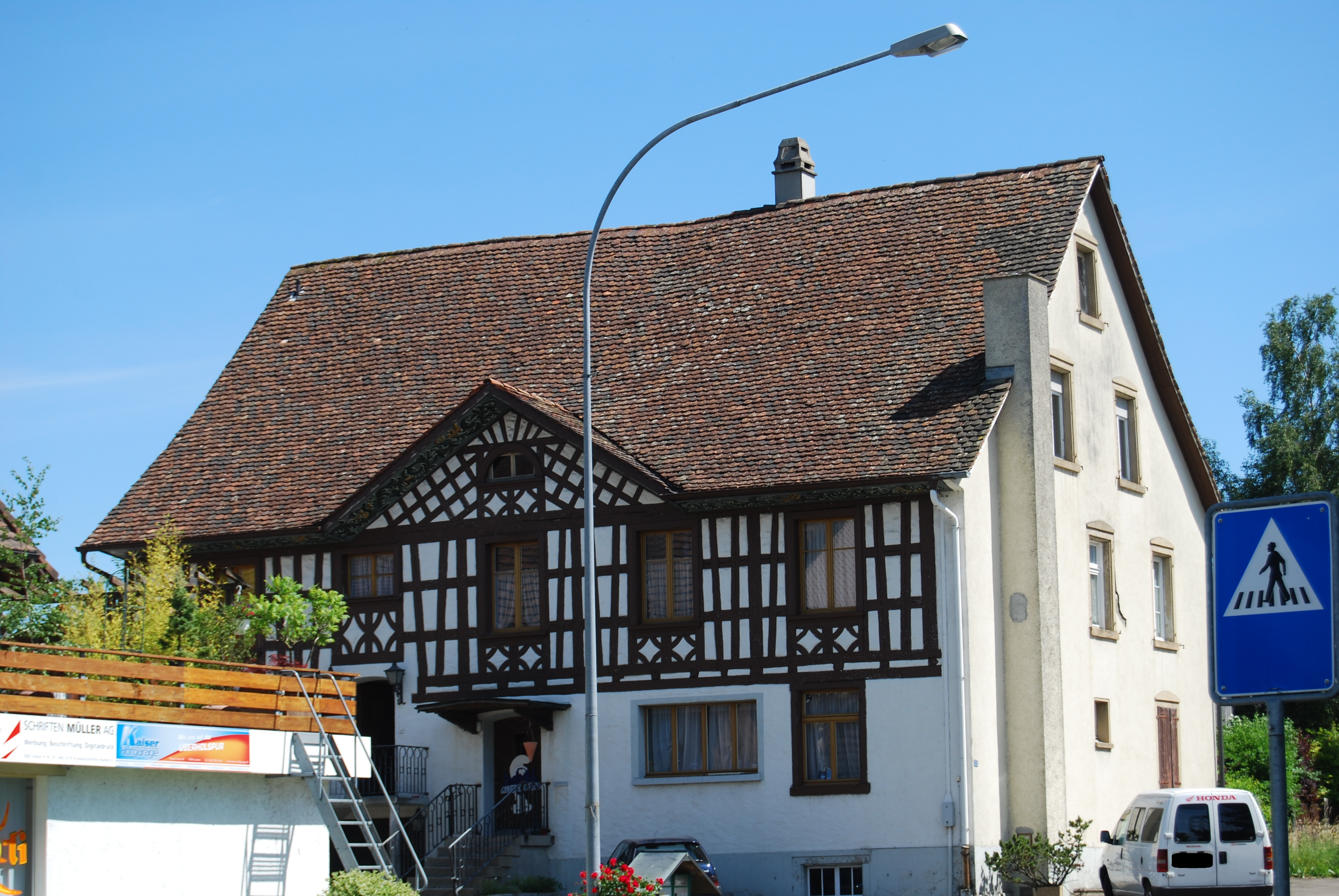
Fachwerkhaus
Bahnhof Tobel-Affeltrangen (1965)

## Wirtschaft
- Alder Garage
- Blättler Holzbau GmbH
- Volg Affeltrangen

## Verkehr

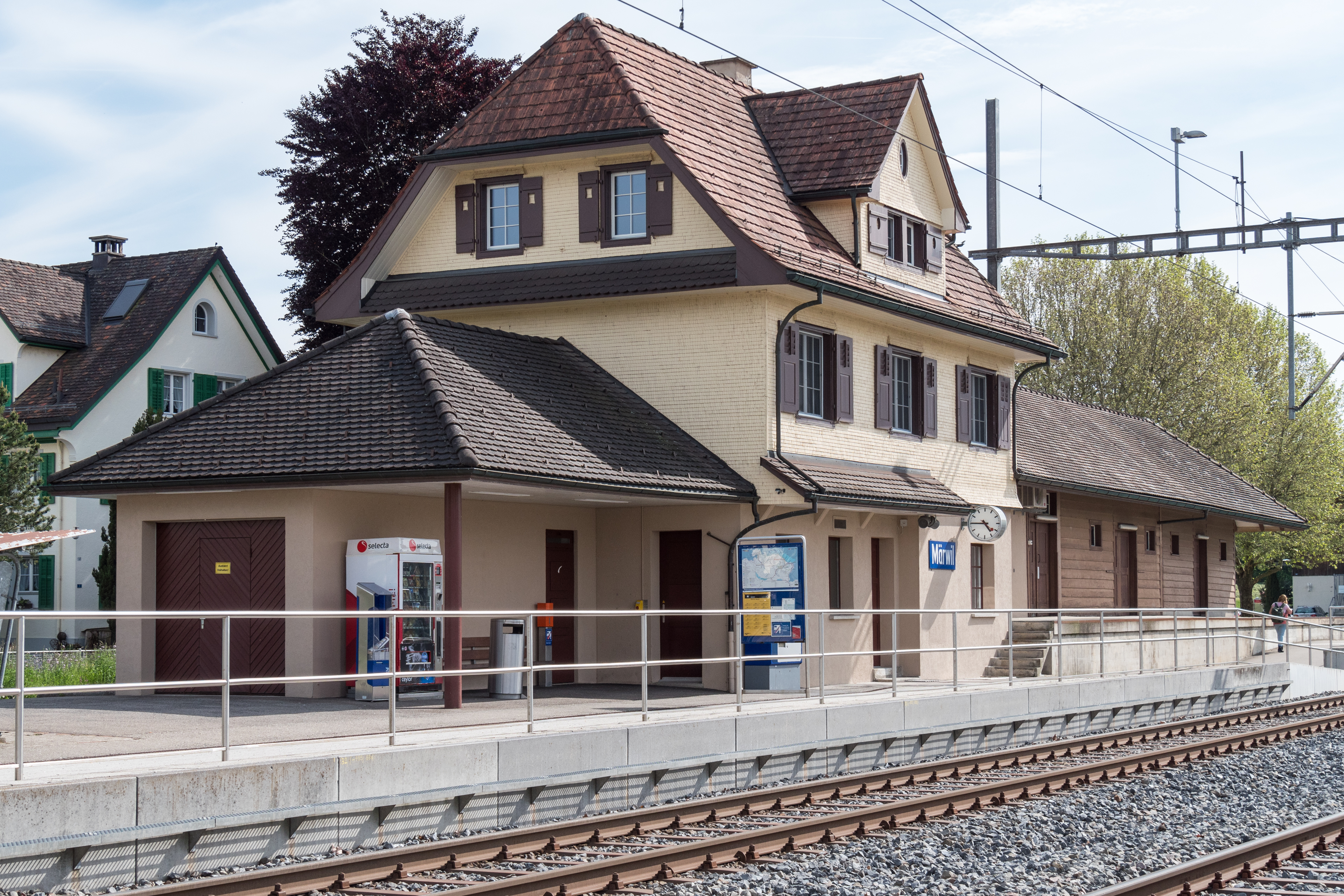
Bahnhof Märwil

Affeltrangen ist über die Thurbo-Bahnlinie mit den Stationen Tobel-Affeltrangen und Märwil mit den Schnellzugsstationen Wil und Weinfelden sowie über den Publicar mit dem Kantonshauptort Frauenfeld verbunden.

## Persönlichkeiten
- Walter Bion (1830–1909), Pädagoge, reformierter Theologe
- Arnold Dodel-Port (1843–1908), Botaniker
- Hans Thomann (1899–1988), Militär
- Josef Häfeli (* 1950), Troubadour